# Savanette
Savanette este o comună din arondismentul Lascahobas, departamentul Centre, Haiti, cu o suprafață de 174,83 km2 și o populație de 32.929 locuitori (2009).